# Bảng tổng sắp huy chương Thế vận hội Mùa đông 2022

Bản đồ thế giới hiển thị thành tích huy chương của mỗi quốc gia tại Thế vận hội Mùa đông 2022.
Chú thích:
Các quốc gia giành được ít nhất một huy chương vàng.
Các quốc gia giành được ít nhất một huy chương bạc (và không có huy chương vàng).
Các quốc gia giành được ít nhất một huy chương đồng (và không có huy chương vàng hoặc bạc).
Các quốc gia không giành được huy chương nào.
Các quốc gia không tham gia Thế vận hội Mùa đông 2022.

Tổng số huy chương của mỗi quốc gia tại Thế vận hội Mùa đông 2022.

Bảng tổng sắp huy chương Thế vận hội Mùa đông 2022 là danh sách xếp hạng các Ủy ban Olympic quốc gia tham dự theo số huy chương giành được tại Thế vận hội Mùa đông 2022, được tổ chức tại Bắc Kinh, Trung Quốc, từ ngày 4–20 tháng 2 năm 2022.
Zoi Sadowski-Synnott chính là vận động viên đầu tiên của New Zealand giành được huy chương vàng tại một kỳ Thế vận hội Mùa đông khi cô chiến thắng ở nội dung trượt ván trên tuyết - dốc chướng ngại vật của nữ.
Bỉ cũng đã có được huy chương vàng đầu tiên kể từ năm 1948 khi vận động viên Bart Swings của họ vô địch nội dung trượt băng tốc bộ - xuất phát đồng hàng của nam. 
Na Uy chính là quốc gia thành công nhất, cả về số huy chương vàng (16) và tổng số huy chương (37). Với việc giành tấm huy chương vàng thứ 15, Na Uy đã phá kỷ lục giành nhiều huy chương vàng nhất trong lịch sử tại một kỳ Thế vận hội Mùa đông, vượt qua đồng kỷ lục được nắm giữ bởi chính họ vào năm 2018, Đức vào năm 2018 và Canada vào năm 2010 – mặc dù số lượng huy chương vàng có được đã tăng lên dần theo thời gian, từ 78 chiếc năm 2002 lên 109 chiếc năm 2022.
Lần quét bục huy chương duy nhất tại kỳ hội lần này đã thuộc về Đức khi cả ba cặp vận động viên giành huy chương tại nội dung xe trượt lòng máng - hai người nam đều đến từ quốc gia này.
Nước chủ nhà, Trung Quốc, đã giành được 9 huy chương vàng trên tổng số 15 huy chương có được, đây là thành tích tốt nhất của quốc gia này tại Thế vận hội Mùa đông, đồng thời đây cũng là lần đầu tiên họ cán đích trong top 3 chung cuộc. 

## Bảng huy chương
Bảng huy chương dựa trên thông tin do Ủy ban Olympic Quốc tế (IOC) cung cấp và phù hợp với quy ước IOC trong các bảng huy chương đã công bố của mình. Theo mặc định, bảng được sắp xếp theo số huy chương vàng mà các vận động viên từ một quốc gia đã giành được, trong đó quốc gia là một thực thể được đại diện bởi Ủy ban Olympic quốc gia (NOC) tương ứng. Số huy chương bạc được xét tiếp theo, sau đó là số huy chương đồng. Nếu sau đó vẫn hòa, thì các quốc gia chia sẻ thứ hạng hòa và được liệt kê theo thứ tự bảng chữ cái dựa trên mã NOC của họ.
| Hạng                | NOC                 | Vàng | Bạc | Đồng | Tổng số |
| ------------------- | ------------------- | ---- | --- | ---- | ------- |
| 1                   | Na Uy               | 16   | 8   | 13   | 37      |
| 2                   | Đức                 | 12   | 10  | 4    | 26      |
| 3                   | Trung Quốc          | 9    | 4   | 2    | 15      |
| 4                   | Hoa Kỳ              | 8    | 10  | 7    | 25      |
| 5                   | Thụy Điển           | 8    | 5   | 5    | 18      |
| 6                   | Hà Lan              | 8    | 5   | 4    | 17      |
| 7                   | Áo                  | 7    | 7   | 4    | 18      |
| 8                   | Thụy Sĩ             | 7    | 2   | 6    | 15      |
| 9                   | Ủy ban Olympic Nga  | 6    | 12  | 14   | 32      |
| 10                  | Pháp                | 5    | 7   | 2    | 14      |
| 11                  | Canada              | 4    | 8   | 14   | 26      |
| 12                  | Nhật Bản            | 3    | 6   | 9    | 18      |
| 13                  | Ý                   | 2    | 7   | 8    | 17      |
| 14                  | Hàn Quốc            | 2    | 5   | 2    | 9       |
| 15                  | Slovenia            | 2    | 3   | 2    | 7       |
| 16                  | Phần Lan            | 2    | 2   | 4    | 8       |
| 17                  | New Zealand         | 2    | 1   | 0    | 3       |
| 18                  | Úc                  | 1    | 2   | 1    | 4       |
| 19                  | Anh Quốc            | 1    | 1   | 0    | 2       |
| 20                  | Hungary             | 1    | 0   | 2    | 3       |
| 21                  | Slovakia            | 1    | 0   | 1    | 2       |
| 21                  | Bỉ                  | 1    | 0   | 1    | 2       |
| 21                  | Cộng hòa Séc        | 1    | 0   | 1    | 2       |
| 24                  | Belarus             | 0    | 2   | 0    | 2       |
| 25                  | Ukraina             | 0    | 1   | 0    | 1       |
| 25                  | Tây Ban Nha         | 0    | 1   | 0    | 1       |
| 27                  | Ba Lan              | 0    | 0   | 1    | 1       |
| 27                  | Latvia              | 0    | 0   | 1    | 1       |
| 27                  | Estonia             | 0    | 0   | 1    | 1       |
| Tổng số (29 đơn vị) | Tổng số (29 đơn vị) | 109  | 109 | 109  | 327     |